# Fontana Liri
Fontana Liri è un comune italiano di 2 624 abitanti della provincia di Frosinone nel Lazio.

## Origini del nome
Secondo lo storico Giannetti, il nome di Fontana deriva da una fonte chiamata “Fontana Abballe” ancora oggi esistente.
La parola “Liri” fu aggiunta nel biennio 1862-63, in quanto il Comune è attraversato a sud dal fiume Liri e l'aggiunta consentiva di distinguere il comune da altri luoghi omonimi.

## Geografia fisica

### Territorio
Il territorio comunale è attraversato dal fiume Liri.

### Clima
Classificazione climatica: zona D, 1523 GR/G

## Storia

### Simboli
Lo stemma del comune di Fontana Liri è stato riconosciuto con decreto del capo del governo del 12 luglio 1929.
Il gonfalone municipale, concesso con decreto del presidente della Repubblica del 3 maggio 2016, è un drappo di bianco con la bordatura di rosso.

## Società

### Evoluzione demografica
Abitanti censiti

### Religione
La popolazione professa per la maggior parte la religione cattolica nell'ambito della diocesi di Sora-Cassino-Aquino-Pontecorvo.
Nel comune è sito il Santuario di Maria Santissima di Loreto, la cui festa è celebrata a cavallo tra il mese di luglio e di agosto.
La leggenda vuole che verso la metà del XVII secolo una viandate in transito nei pressi di una cappelletta dedicata alla Vergine Maria abbia visto apparire 3 gocce di sangue sull'affresco che ritraeva la Madonna con il Bambino. Da quel momento nacque il culto e nei decenni successivi fu edificato il santuario, al cui interno è conservato l'affresco dell'apparizione e la statua in legno della Vergine con il Bambino, di più recente costruzione, che viene portata in giro per il comune durante il periodo delle festività a Lei dedicato.

## Architettura
Fontana Liri superiore è dominata da un piccolo castello oltre al centro storico e alla chiesa di Santa Croce.

## Cultura

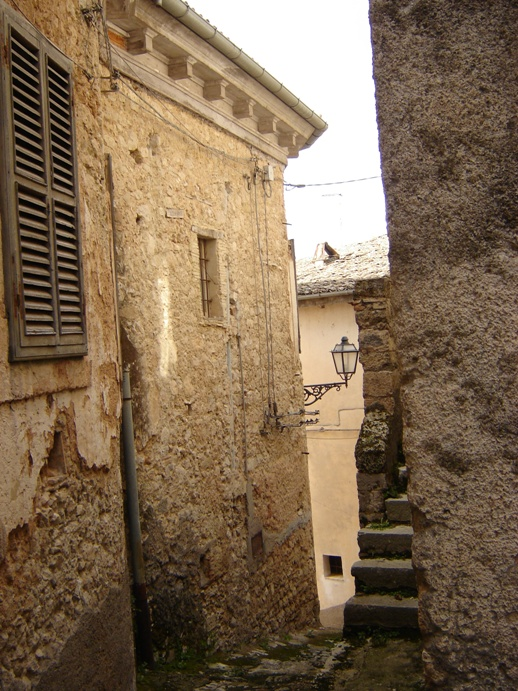
Fontana Liri superiore

### Arte
È il comune natale di Umberto Mastroianni. Una scultura dell'artista è nella piazza principale di Fontana Liri inferiore.

### Cinema
È il comune natale dell'attore Marcello Mastroianni.
Nel centro abitato di Fontana Liri Superiore furono girate le scene iniziali del film Per grazia ricevuta di Nino Manfredi.

## Economia
Di seguito la tabella storica elaborata dall'Istat a tema Unità locali, intesa come numero di imprese attive ed addetti, intesi come numero di addetti delle imprese locali attive (valori medi annui).
|              | 2015                  |                              |                            |                |                       |                     | 2014                  |                | 2013                  |                |
| ------------ | --------------------- | ---------------------------- | -------------------------- | -------------- | --------------------- | ------------------- | --------------------- | -------------- | --------------------- | -------------- |
|              | Numero imprese attive | % Provinciale Imprese attive | % Regionale Imprese attive | Numero addetti | % Provinciale Addetti | % Regionale Addetti | Numero imprese attive | Numero addetti | Numero imprese attive | Numero addetti |
| Fontana Liri | 140                   | 0,42%                        | 0,03%                      | 348            | 0,33%                 | 0,02%               | 149                   | 380            | 168                   | 402            |
| Frosinone    | 33.605                |                              | 7,38%                      | 106.578        |                       | 6,92%               | 34.015                | 107.546        | 35.081                | 111.529        |
| Lazio        | 455.591               |                              |                            | 1.539.359      |                       |                     | 457.686               | 1.510.459      | 464.094               | 1.525.471      |

Nel 2015 le 140 imprese operanti nel territorio comunale, che rappresentavano lo 0,42% del totale provinciale (33.605 imprese attive), hanno occupato 348 addetti, lo 0,33% del dato provinciale; in media, ogni impresa nel 2015 ha occupato due addetti (2,49).

## Infrastrutture e trasporti

### Ferrovie
- Ferrovia Avezzano-Roccasecca, serve il comune tramite la fermata Fontana Liri Inferiore, un tempo un semplicissimo scalo merci a servizio del polverificio sito nel cumune, convertita poi al servizio viaggiatori nel 1938. Nel territorio comunale è però presente anche la storica Stazione di Fontana Liri, attiva dal 1891 (anno di attivazione del tronco Arce-Sora della ferrovia) fino al 2012, anno della sua sciagurata chiusura. La Stazione di Fontana Liri si trova alle pendici del colle su cui sorge il comune di Fontana Liri, a cui è collegata tramite il percorso storico naturalistico denominato dalla popolazione locale "scalette", grazie a 365 gradoni che risalgono un dislivello di 137 metri. A causa dell'aspro profilo orografico del territorio si rese necessario, al fine di garantire un'adeguata lunghezza al binario per la fermata dei treni, la costruzione del magnifico viadotto in pietra "Avvallamento", che attraversa la vallata con le sue imponenti 7 luci.

### Strade
Posta sulla strada statale 82 della Valle del Liri, raggiungibile uscendo a Ceprano sull'autostrada A1 nel tratto Roma-Napoli.

## Sport

### Calcio
A.S.D. Fortitudo Fontana Liri, squadra che milita nel girone L di Seconda Categoria Frosinone.

## Amministrazione
Nel 1927, a seguito del riordino delle circoscrizioni provinciali stabilito dal regio decreto n.1 del 2 gennaio 1927, per volontà del governo fascista, quando venne istituita la provincia di Frosinone, Fontana Liri passò dalla provincia di Caserta a quella di Frosinone.
| Periodo         | Periodo         | Primo cittadino   | Partito            | Carica  | Note |
| --------------- | --------------- | ----------------- | ------------------ | ------- | ---- |
| 12 giugno 1994  | 24 maggio 1998  | Peppino Capuano   | Lista civica       | Sindaco |      |
| 24 maggio 1998  | 26 maggio 2002  | Peppino Capuano   | Lista civica       | Sindaco |      |
| 26 maggio 2002  | 3 aprile 2005   | Bernardo Bianchi  | Casa delle Libertà | Sindaco |      |
| 3 aprile 2005   | 28 marzo 2010   | Giuseppe Pistilli | Lista civica       | Sindaco |      |
| 28 marzo 2010   | 31 maggio 2015  | Giuseppe Pistilli | Lista civica       | Sindaco |      |
| 31 maggio 2015  | 21 ottobre 2021 | Gianpio Sarracco  | Lista civica       | Sindaco |      |
| 21 ottobre 2021 | in carica       | Gianpio Sarracco  | Lista civica       | Sindaco |      |

### Altre informazioni amministrative
Fontana Liri fa parte della Comunità montana Valle del Liri.